# Tramway d'Annecy à Thônes
Ne doit pas être confondu avec Tramway d'Annecy.
Le tramway d'Annecy à Thônes (TAT) était un tramway à vapeur à voie métrique qui a fonctionné entre ces deux villes, dans le département de la Haute-Savoie, entre 1898 et 1930.

## Infrastructures

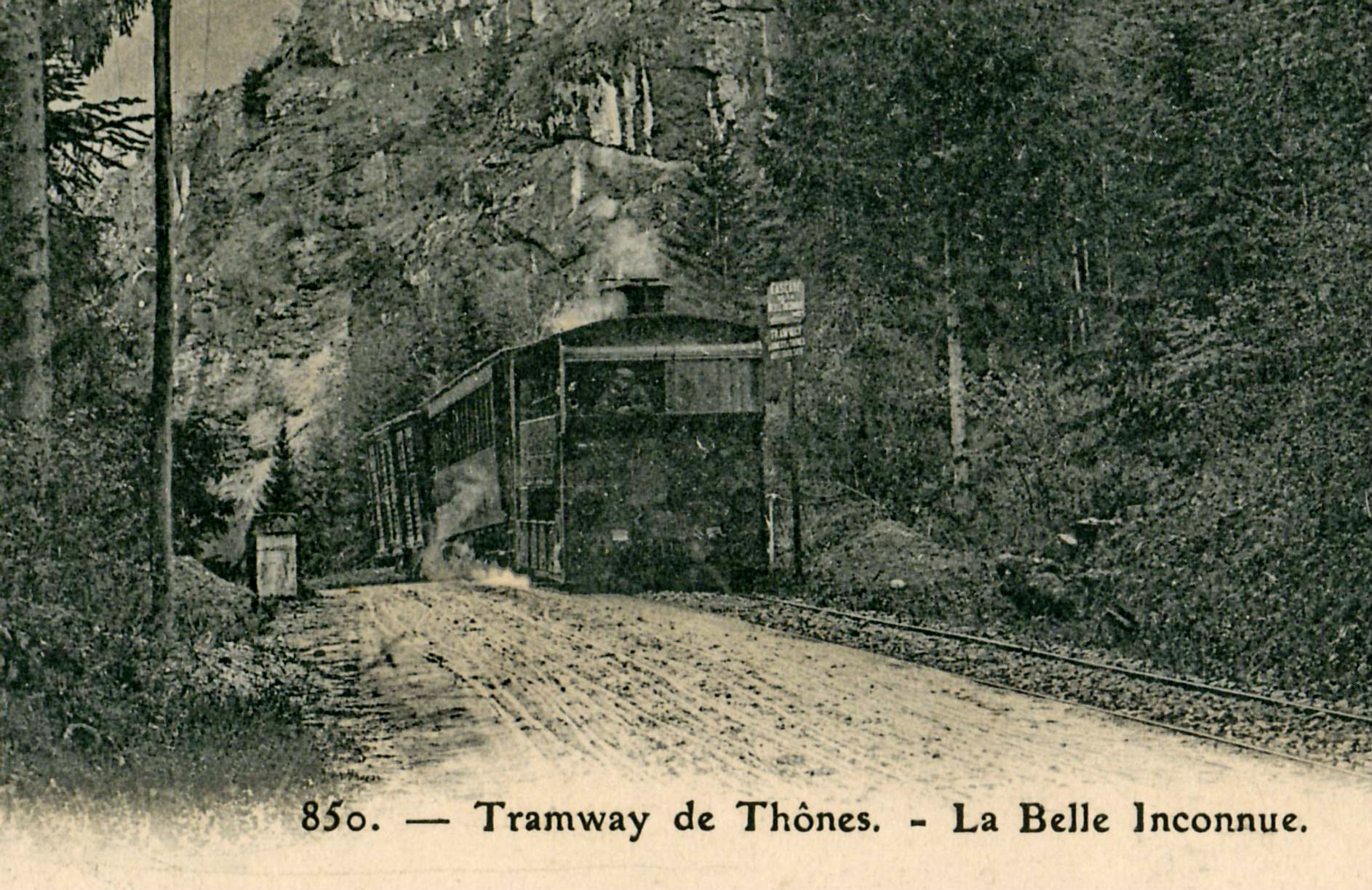
Le tramway à hauteur de la cascade de la Belle inconnue.

La ligne, longue de 22 kilomètres à voie métrique et pouvant comporter des pentes à 6 %, reliait Annecy à Thônes en passant par Annecy-le-Vieux et le défilé de Dingy.
Elle démarrait dans le centre d'Annecy, juste au sud de la gare actuelle, anciennement de la compagnie PLM, au niveau de la rue de Rumilly où se trouvaient le dépôt et les ateliers du matériel ferroviaire. La voie quitte Annecy par l'est en empruntant les tracés des actuelles rue Vaugelas, rue de la Préfecture, avenue du Parmelan, avenue de Thônes, avenue des Carrés puis rue de Lachat qui l'amène à Annecy-le-Vieux au nord-est. Le coteau séparant la plaine des Fins au secteur des Glaisins est notamment franchi par deux virages en lacet qui enserrent l'actuel cimetière du Lachat. La voie quitte Annecy-le-Vieux en se dirigeant vers l'est-sud-est via l'actuelle route de Thônes par le lieu-dit Chez Brunier. L'entrée dans le défilé de Dingy se fait au lieu-dit Sur les Bois ; l'actuelle route départementale 16 réutilise la plateforme construite pour la voie placée dans l'accotement de l'ancienne route. Les virages amples et la pente constante de cette portion de la route témoignent du passage du tramway. La cluse est franchie par un passage taillé dans le rocher et la voie entre ensuite dans la plaine d'Alex, longeant le Fier en rive gauche selon le tracé des actuelles routes départementales 16 et 909. La voie franchit le Fier au lieu-dit Morette, en contrebas de la Balme-de-Thuy. Elle atteint Thônes en passant au pied de la Roche de Thônes où se trouve la gare terminus au niveau de l'actuelle avenue d'Annecy, face à la piscine municipale.

## Exploitation

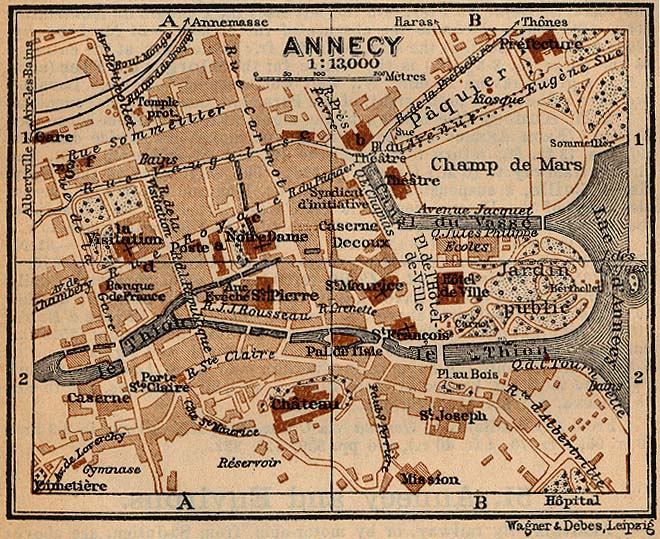
Plan de 1914 du centre d'Annecy montrant le tracé du tramway par les rues Vaugelas et de la Préfecture.

La Compagnie du tramway d'Annecy à Thônes est fondée le 26 septembre 1895 par M. Léon Laydernier. Elle se substitue à M. Jules Barut le 22 septembre 1897.
Six fois par jour en été et quatre en hiver pour les passagers, Thônes est rejointe depuis Annecy en une heure. La ligne est parcourue par un train composé de quatre wagons mus par une locomotive à vapeur. Jusqu'à 350 personnes peuvent prendre place dans le train, notamment en période estivale avec l'afflux de touristes, portant la fréquentation annuelle entre 80 000 et 100 000 personnes. La ligne assurait également un transport de marchandises.
Au-delà de Thônes, une liaison routière touristique est mise en place à partir de 1910 jusqu'au col des Aravis.

## Histoire
La ligne est ouverte le 11 septembre 1898 après deux ans de travaux durant lesquels il faut notamment tailler un passage dans la roche au niveau du défilé de Dingy,. Concurrencée par la voiture, elle ferme le 1er mai 1930 sans n'avoir jamais été électrifiée et les rails sont rapidement déposés, ; le service voyageur entre les deux villes est alors assuré par un autocar.
Les seuls témoins de l'existence du tramway reposent dans le tracé et les profils de la rue du Lachat et de la route de Thônes, notamment dans le défilé de Dingy, à Annecy-le-Vieux.

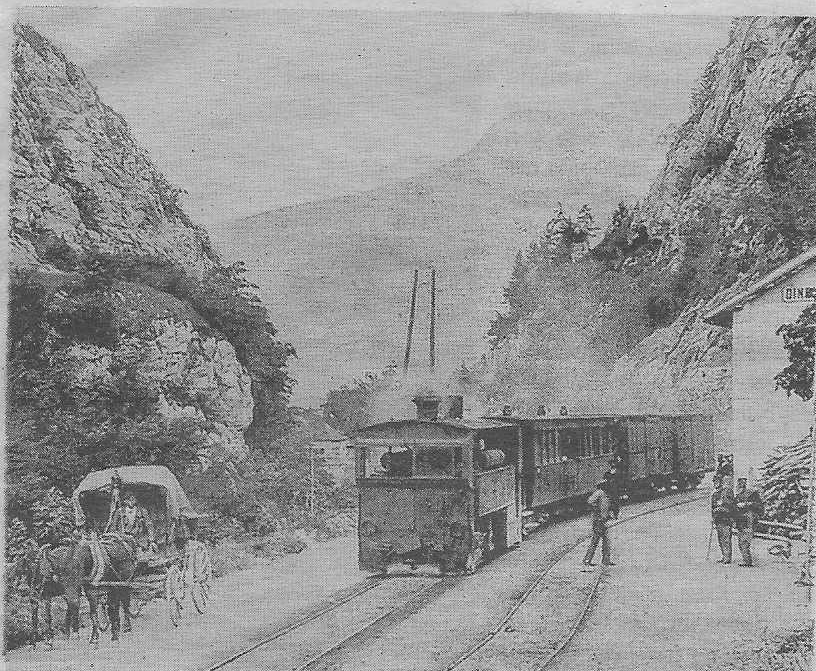
Tramway à la gare de Dingy.jpg
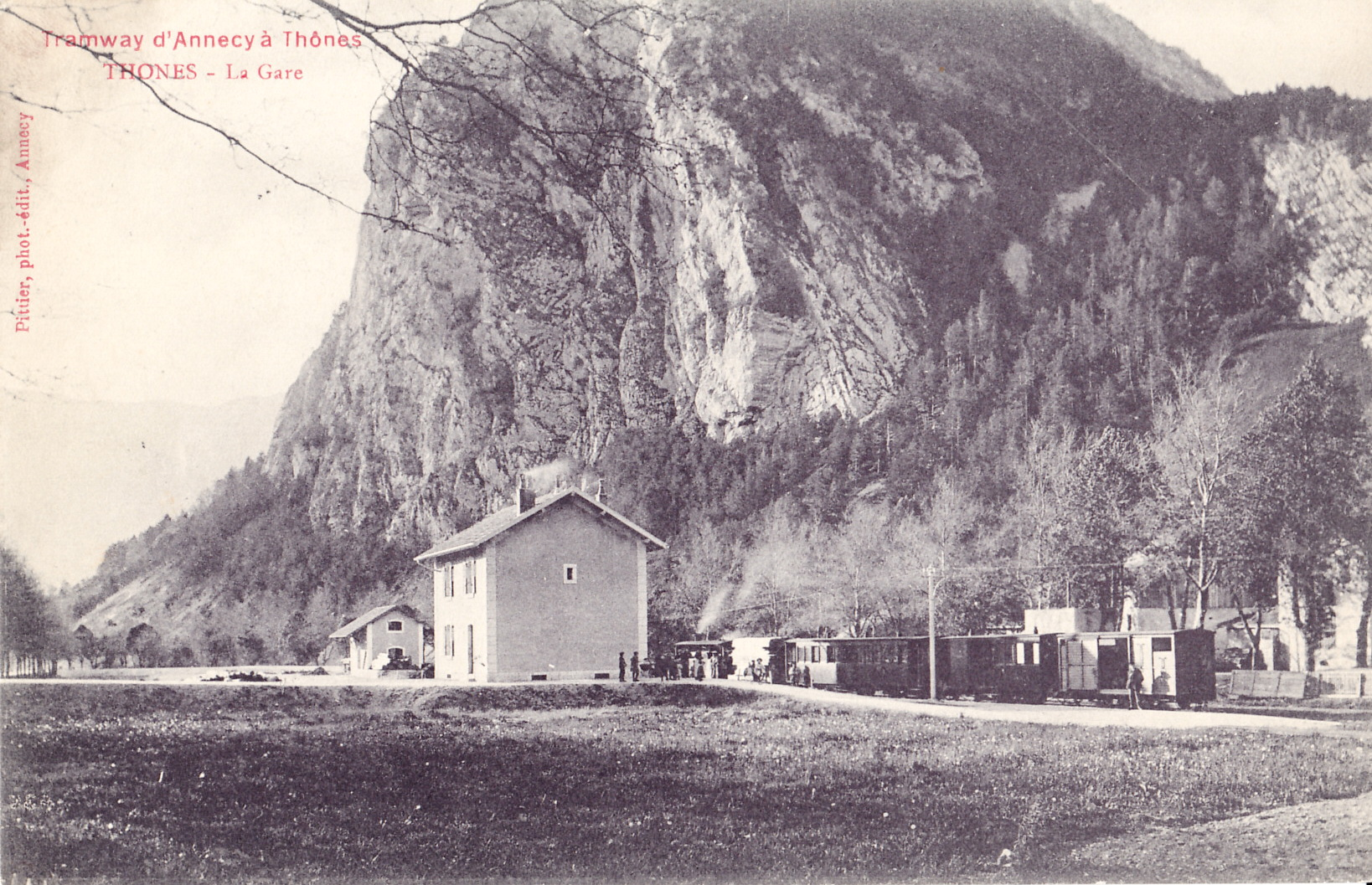
La gare de Thônes, terminus de la ligne.
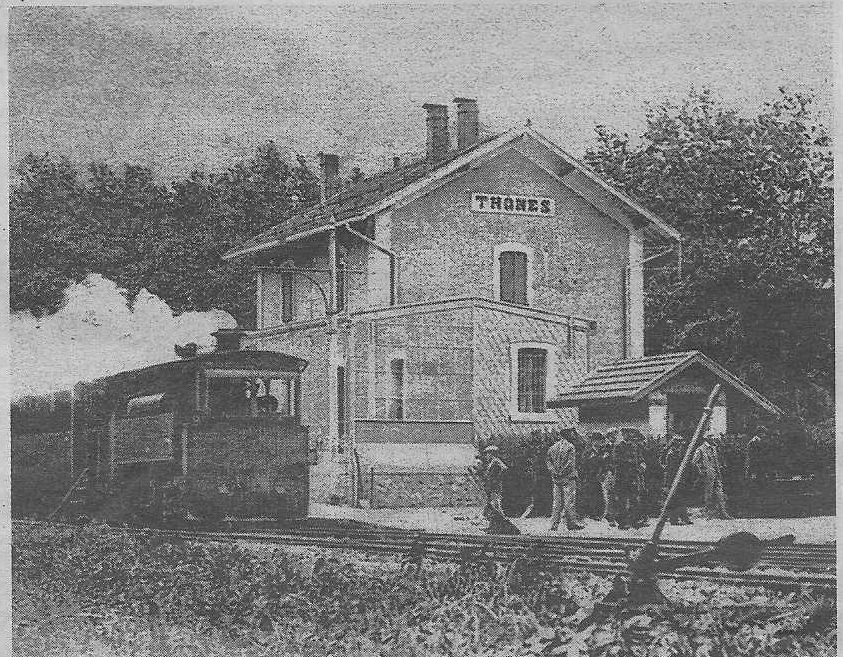
Tramway devant gare de Thônes.

## Matériel roulant
Le TAT disposait de quatre locomotives à vapeur de 22 tonnes avec 2 cabines, construites par Buffaud & Robatel et de 10 voitures voyageurs (en deux classes).
Le parc de marchandises comptait 10 wagons plat et tombereaux, et 12 wagons couverts.